# Новговор
Новговор (на английски: Newspeak) е изкуствен език от романа „1984“ на Джордж Оруел. Принципите на езика са дадени в приложение към книгата. Новговор произлиза от английския език, но има силно ограничена лексика и опростена граматика. Езикът е постоянно моделиран от управляващата тоталитарна организация Партията, която цели да премахне всякакво инакомислие (на новговор: престъпмисъл) у хората чрез премахването на самите думи и фрази за свобода, бунт и т.н. На новговор английският език се нарича старговор (Oldspeak ). Очаква се старговор да бъде напълно заместен от новговор до 2050 г.